# カローラ級コルベット
カローラ級コルベット （Carola Class） はドイツ帝国海軍が建造した2,000トン台の機帆走コルベットで1875年度海軍計画で6隻が建造された。

## 概要
本級は1875年海軍計画により6隻の建造が承認された。艦形はビスマルク級の小型版として設計され、船体は鉄と鋼の混成となっておりフルカン社造船所とダンチヒ造船所とライヘルシュテーク造船所とキール工廠の四か所で建造された。船体が小型化したために速力が向上した。備砲は全て15cmライフル砲に統一された。

## 艦形と武装

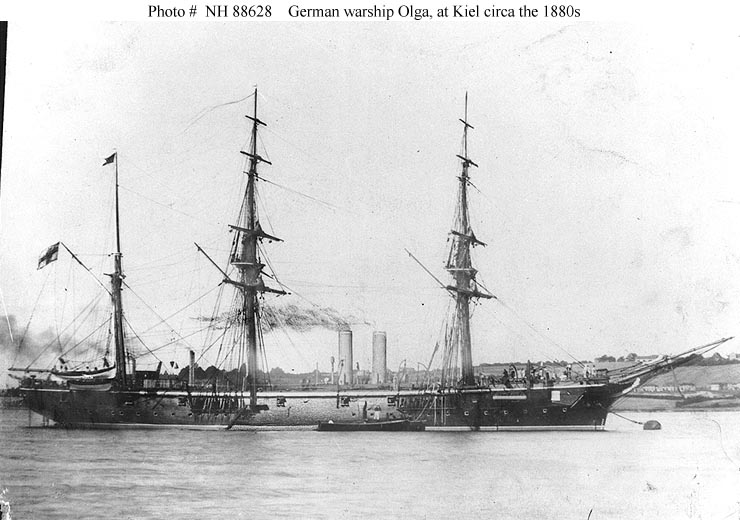
右舷から撮られた竣工時の「オルガ」
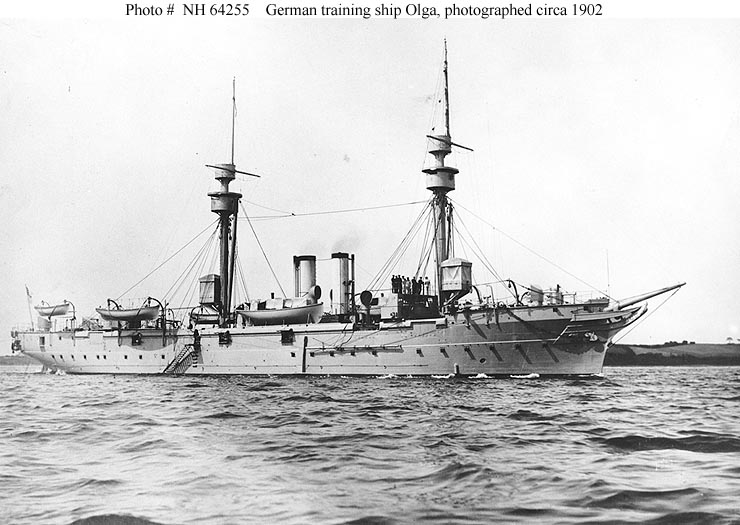
右舷から撮られた改装後の「オルガ」

船体の基本形状は鉄と鋼骨混合の船体にシップ式マスト3本と中央部に1本煙突を持つ当時の一般的な蒸気船の形態で、艦橋は2番煙突の後方にあった。生存性確保のために船体は9つの水密区画に分かれ、機関区の底は二重底となっていた。修理ドックの少ない海外で使用するために水面下には腐食や汚れの付きにくい亜鉛板が貼られた。主砲の15ｃｍ（22口径）単装砲を舷側の砲門部に片舷5基ずつ計10基を配置された。
「オルガ」のみサモアで横転座礁した損傷を復帰する際に士官候補生の練習艦に改装され、帆走設備を全廃し、前後のマストは頂上部に射撃観測所を持つ単脚式の物に更新された。備砲は8.8cm（30口径）速射砲2基と3.7cm回転式機砲10基のみで機関・武装の練習に用いられた。

## 同型艦
- カローラ（Carola）
- オルガ（Olga）
- マリー （Marie）
- ゾフィー （Sophie）
- アレクサンドリネ （Alexandrine）
- アルコナ （Arcona）

## 参考図書
「世界の艦船増刊第60集　ドイツ巡洋艦史」（海人社）